# Список Марка Бундура
Список Марка Бундура — список давніх південноруських літописних пам'яток, що належить до літописів Іпатського типу. За іменем переписувача Бундур Марко.
Бундур Марко (р.н. невід. — 15.03.1654) — український переписувач літопису. Чернець Пустинно-Микільського монастиря у Києві. 1651 закінчив переписувати Волинське літописне зведення кінця XIII — поч. XIV ст., за складом близьке до Іпатіївського і Хлєбниковського літописних описів Іпатіївського літопису. Ймовірний автор написаних українською книжною мовою коментарів на полях, в яких дається оцінка викладених у літописі подій. Ці емоційно наснажені коментарі — цікава пам'ятка української історичної думки й публіцистики. Рукопис Бундура середини XVII ст. нині зберігається в Бібліотеці РАН (Санкт-Петербург). Єрмолаївський список XVIII ст. (названий за прізвищем його власника), який зберігається в Російській національній бібліотеці (Санкт-Петербург), є копією списку Бундура або спільного з ним протографа.